# Jezioro zaporowe

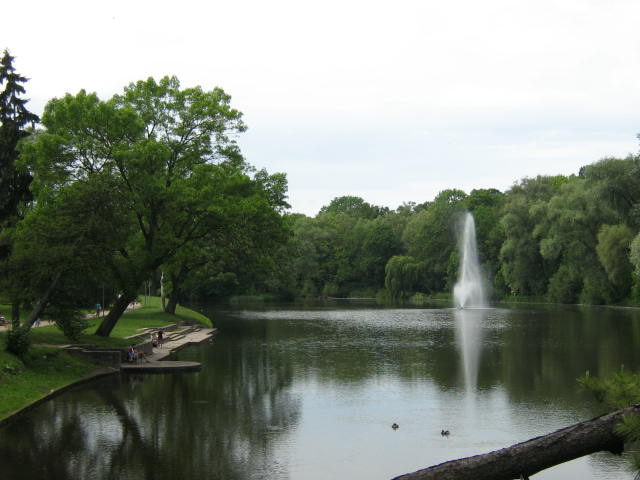
Jezioro Rusałka (Szczecin)

Jezioro zaporowe – jezioro powstałe w wyniku zatamowania odpływu wody przez:
- osuwisko - jezioro osuwiskowe,
- wydmę - jezioro wydmowe,
- osady moreny czołowej lub bocznej - jezioro morenowe,
- osady rzeczne (aluwium),
- czoło lodowca - jezioro zastoiskowe,
- potok lawy,
- budowlę hydrotechniczną (zapora wodna, jaz itp.) – zbiornik zaporowy.

Zbiorniki zaporowe niekiedy nazywane są jeziorami zaporowymi (najczęściej potocznie) jednak nie ma to większego uzasadnienia hydrologicznego i geograficznego, ponieważ jeziora to obiekty o genezie przyrodniczej, a zbiorniki zaporowe są zbiornikami antropogenicznymi.